# Dunes de Tottori

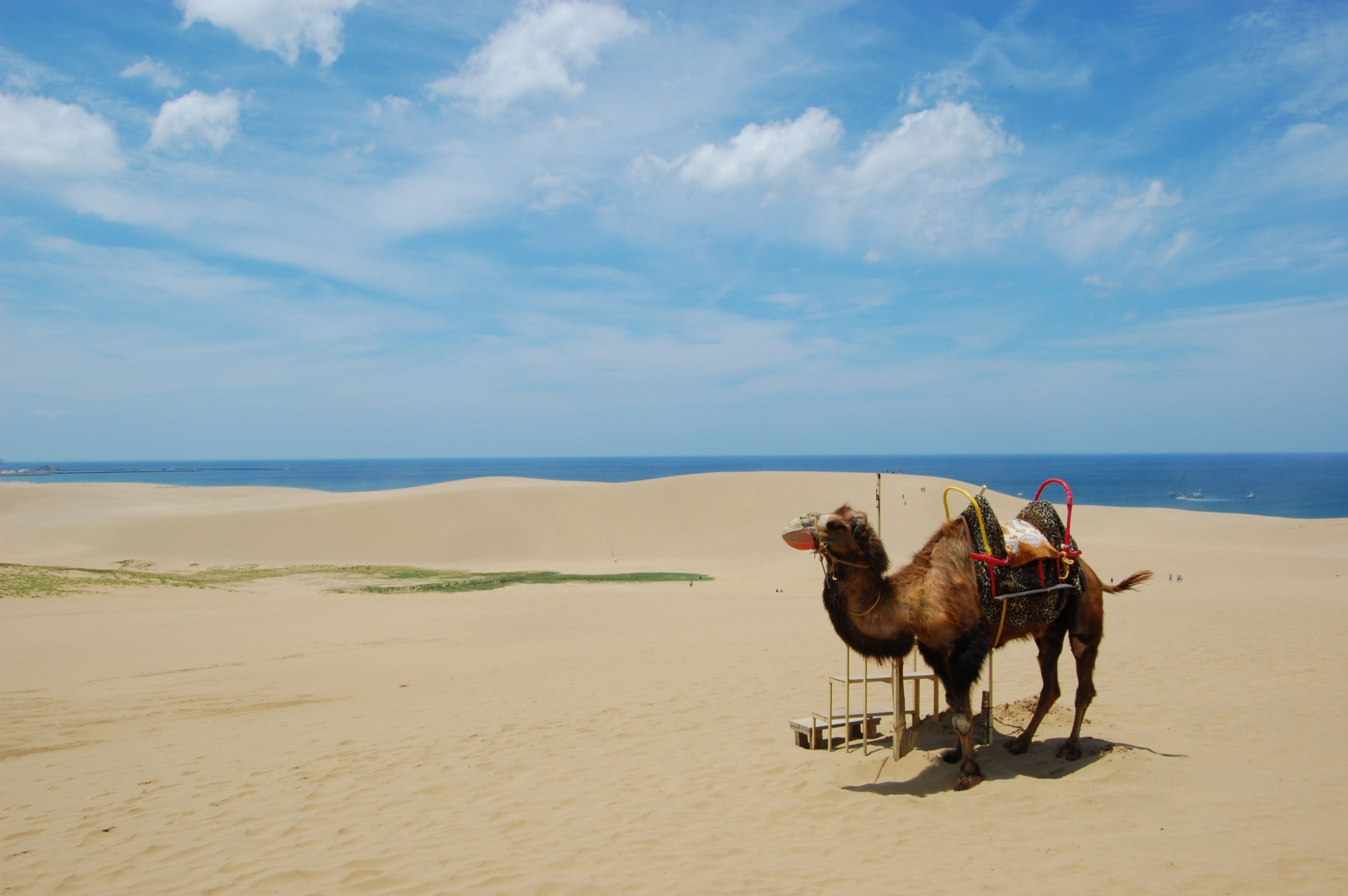
Chameau dans les dunes de Tottori.

Les dunes de Tottori (鳥取砂丘, Tottori sakyū) sont des dunes situées à Tottori, dans la préfecture de Tottori, au Japon. 
Formation géologique inhabituelle dans le pays, elles sont un site touristique de la région.

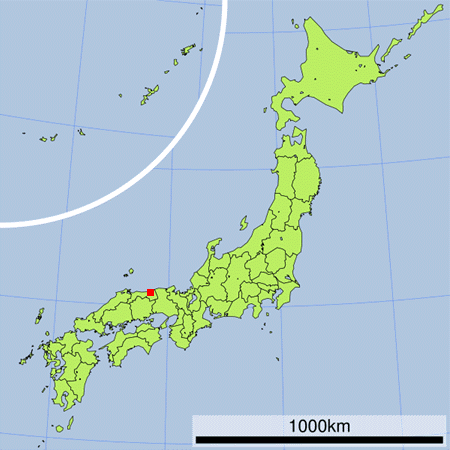